# بيتر تومبسون
بيتر تومبسون (بالإنجليزية: Peter Thompson)‏ ، من مواليد 27 نوفمبر 1942 ، لاعب كرة قدم إنجليزي سابق.
لعب مع منتخب إنجلترا لكرة القدم.

## مسيرته الكروية
لعب بيتر تومبسون خلال مسيرته الاحترافية مع 3 أندية في تسعة عشر موسمًا وسجل خلالها 63 هدفًا ضمن 561 مباراة. حيث فاز في موسم واحد بالكأس وفي ثلاثة مواسم بالدوري.
خاض بيتر تومبسون مسيرته مع نادي بريستون نورث إيند في موسم 1959–60 ليلعب معه أربعة مواسم، مشاركًا في 122 مباراة سجل خلالها 20 هدف. ثم انتقل إلى نادي ليفربول في موسم 1963–64 ليلعب معه عشرة مواسم، حيث شارك في 322 مباراة سجل خلالها 41 هدفًا. لينتقل بعدها إلى نادي بولتون واندررز في موسم 1973–74 ليلعب معه خمسة مواسم، مشاركًا في 117 مباراة سجل خلالها هدفين.

## روابط خارجية
- بيتر تومبسون على موقع قاعدة بيانات كرة القدم.إي يو (الإنجليزية)
- بيتر تومبسون على موقع ناشيونال فوتبول تيمز (الإنجليزية)
- بيتر تومبسون على موقع عالم كرة القدم.نت (الإنجليزية)